# خان العادلية
خان العادلية أحد خانات بغداد، يقع مقابل المحكمة الشرعية وبجانب جامع العادلية الكبير، وفيه تخزن البضائع التي ترد بواسطة السفن من البصرة لقربه من نهر دجلة حيث يقع في شارع النهر قرب المحكمة الشرعية.